# Papiros herculanos

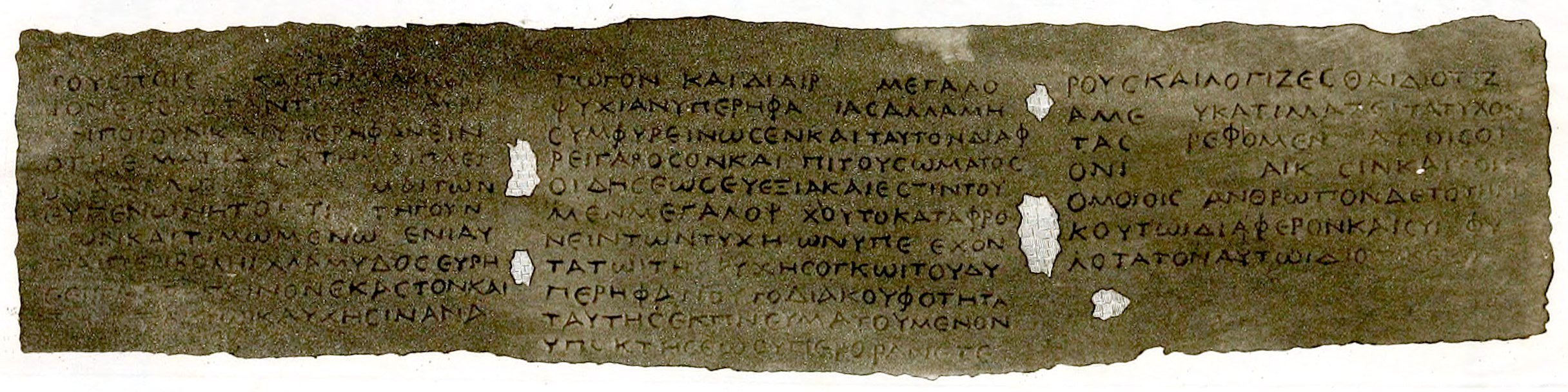
Papel carbonizado encontrado con otras imágenes en un libro publicado por Giacomo Castrucci en 1858.

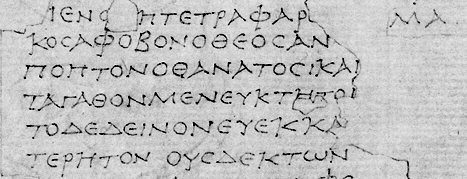
Papiro que muestra el tetrafármaco epicúreo en Adversus sophistas de Filodemo (Papiro herculano 1005, columna 5).

Los papiros de Herculano o papiros herculanos son más de 1800 papiros encontrados en las ruinas de la villa de Herculano, en Italia.
En el siglo XVIII, en la Villa de los Papiros, una mansión propiedad de Lucio Calpurnio Pisón Cesonino (101-43 a. C.), suegro del dictador Julio César, que estaba ubicada en el noroeste de la villa de Herculano, una de las ciudades más florecientes de Italia], situada en la costa del mar entre Nápoles y Pompeya, bajo las faldas del volcán Vesubio, se encontraron cientos de papiros que sobrevivieron a la erupción del volcán el año 79 d. C., luego de que una densa capa de fango y lava cubriera la ciudad por completo. 
Un rollo de papiro suele contener hasta 1200 líneas o 10 000 palabras, y un libro moderno de 400 páginas contiene alrededor de 100 000 palabras. En total, nos han llegado desde la antigüedad europea alrededor de 30 millones de palabras, de una forma u otra, lo que equivale a 3000 pergaminos o 300 libros modernos de 400 páginas. Cuando, con la ayuda de las modernas tecnologías de reconocimiento de texto mediante inteligencia artificial, los científicos puedan leer los 600 rollos de papiro enrollados, carbonizados, sellados e ilegibles que quedan en la biblioteca de Herculano, se añadirán otros 60 textos modernos en formato de libro de 400 páginas de la antigüedad europea a los 300 ya disponibles, lo que aumentará la información de la antigüedad europea disponible para la humanidad en un 20%.

## Etimología

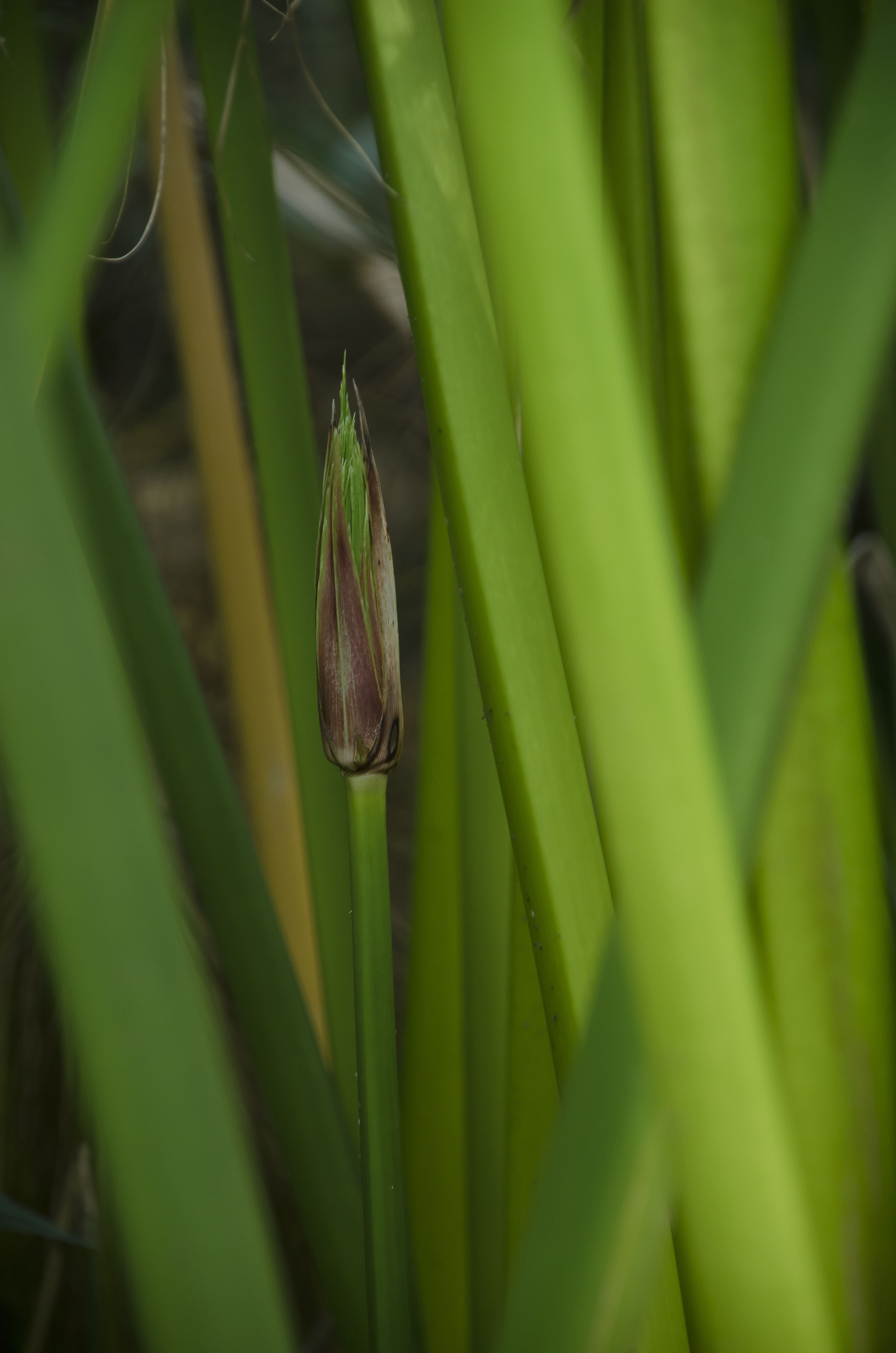
Cyperus papyrus, la planta utilizada cuyo tallo se utilizaba para crear el papel de escritura de la Antigüedad.

La palabra papiro tiene su origen en el latín y griego, tomada del término egipcio antiguo per-peraá, que significa ‘flor del rey’. Es el nombre que toma el soporte de escritura elaborado a partir del tallo de una planta acuática llamada Cyperus papyru, encontrada en el curso del río Nilo en Egipto y en diversos lugares de la cuenca del mar Mediterráneo. 
La creación de un papiro obligaba a dejar el tallo de la planta en remojo durante una o dos semanas. Después se cortaba en tiras finas que se prensaban con un rodillo para eliminar sustancias líquidas. Finalmente se volvía a prensar las láminas para que la savia funcionara como adhesivo y se las frotaba con una concha o un trozo de marfil durante varios días.

## Ciudad de Herculano y su historia

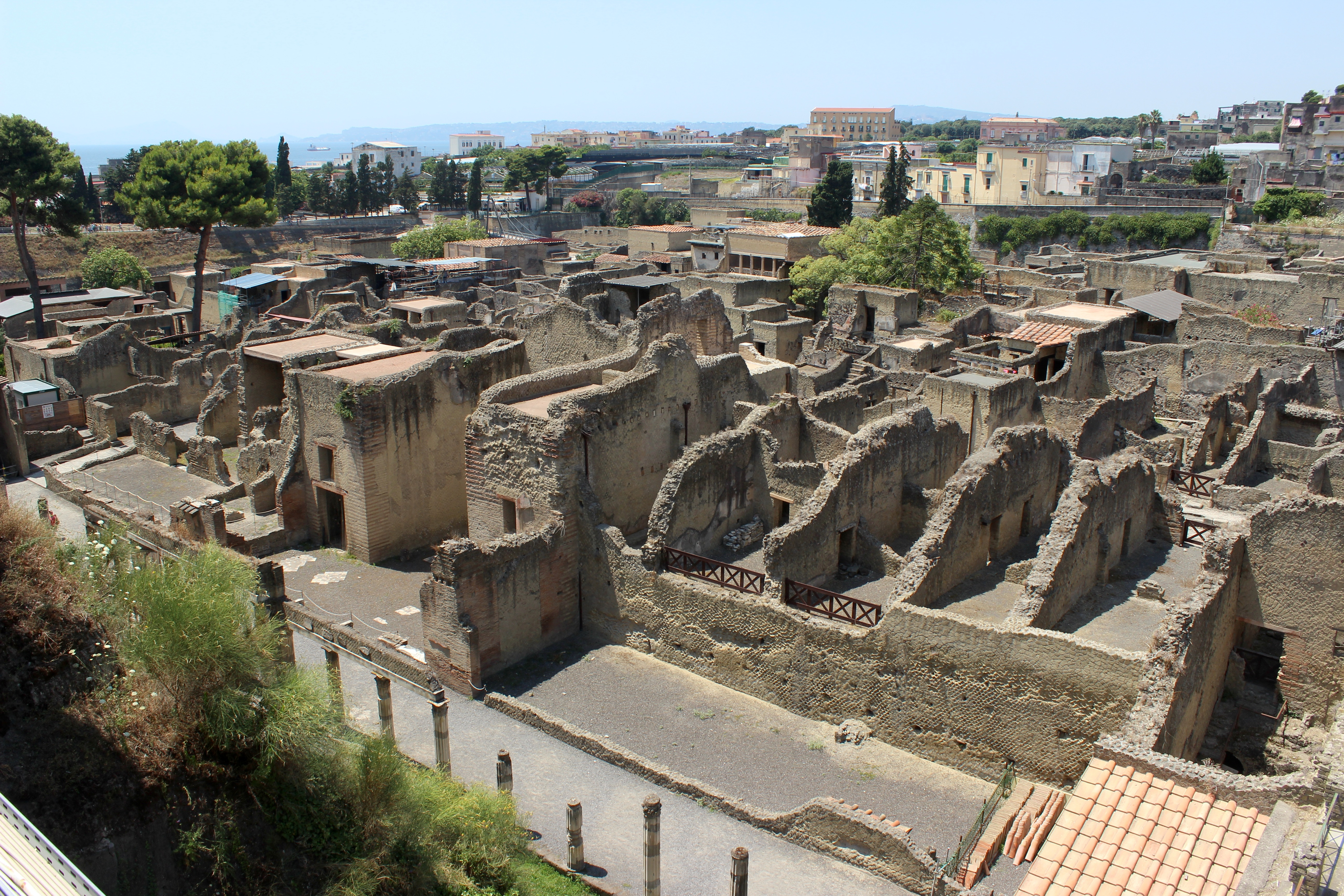
Herculano.

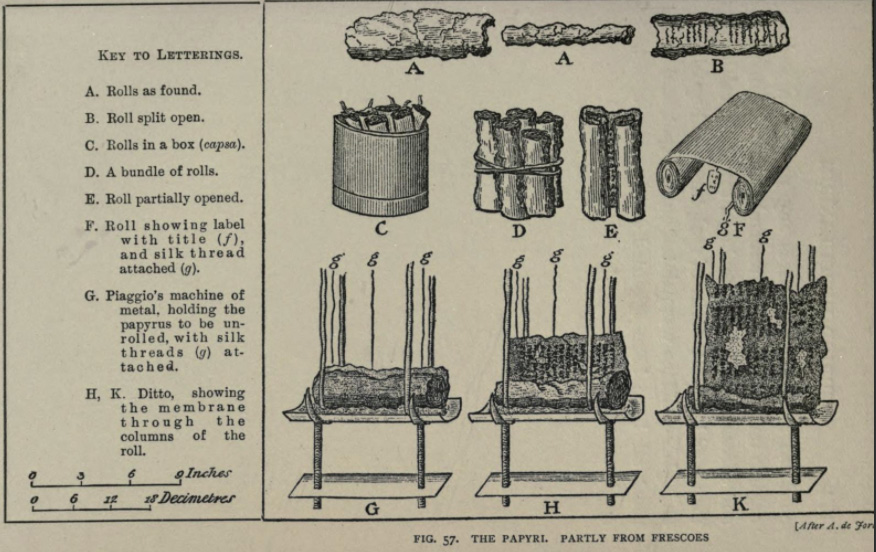
Máquina para desplegar los papiros

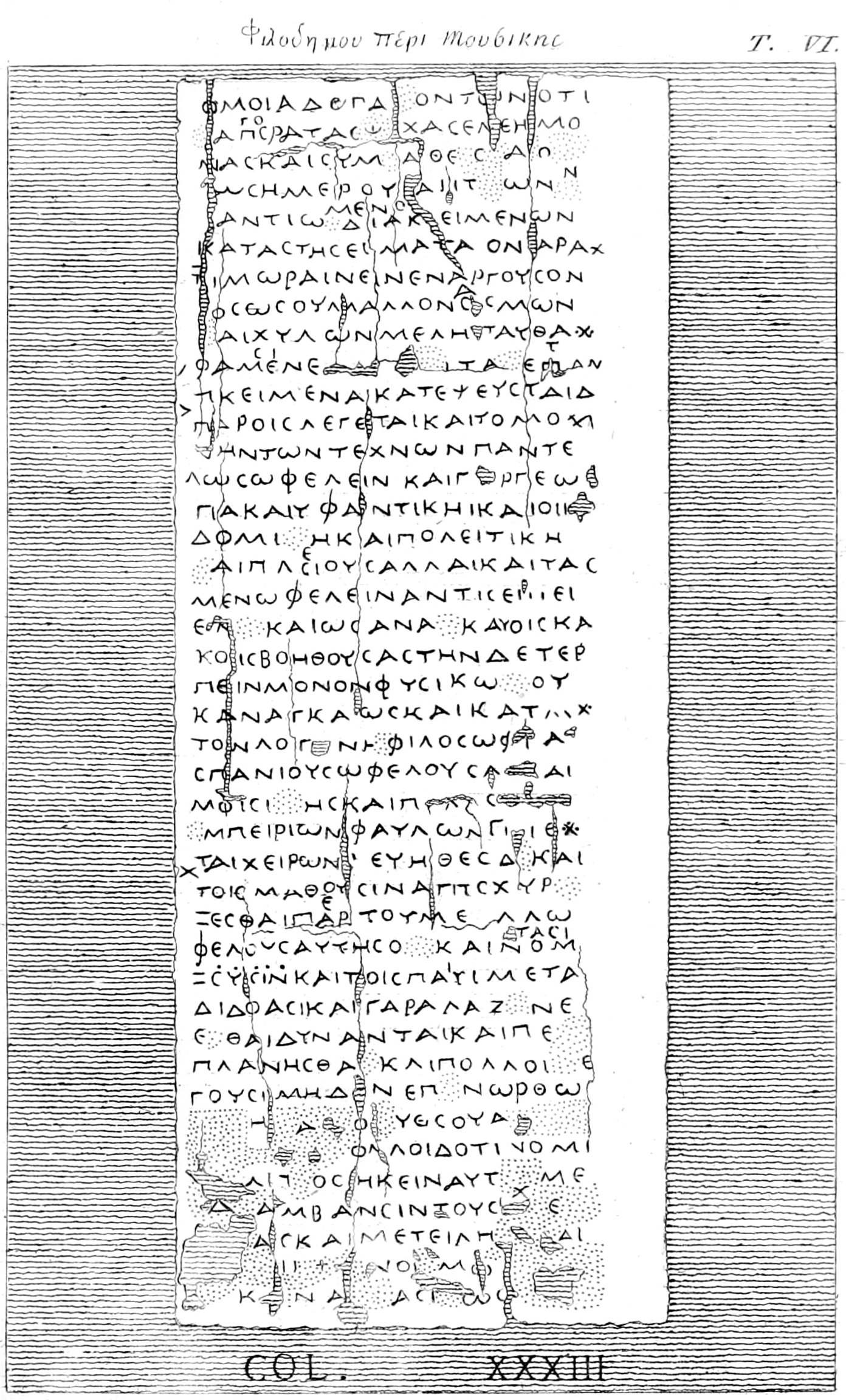

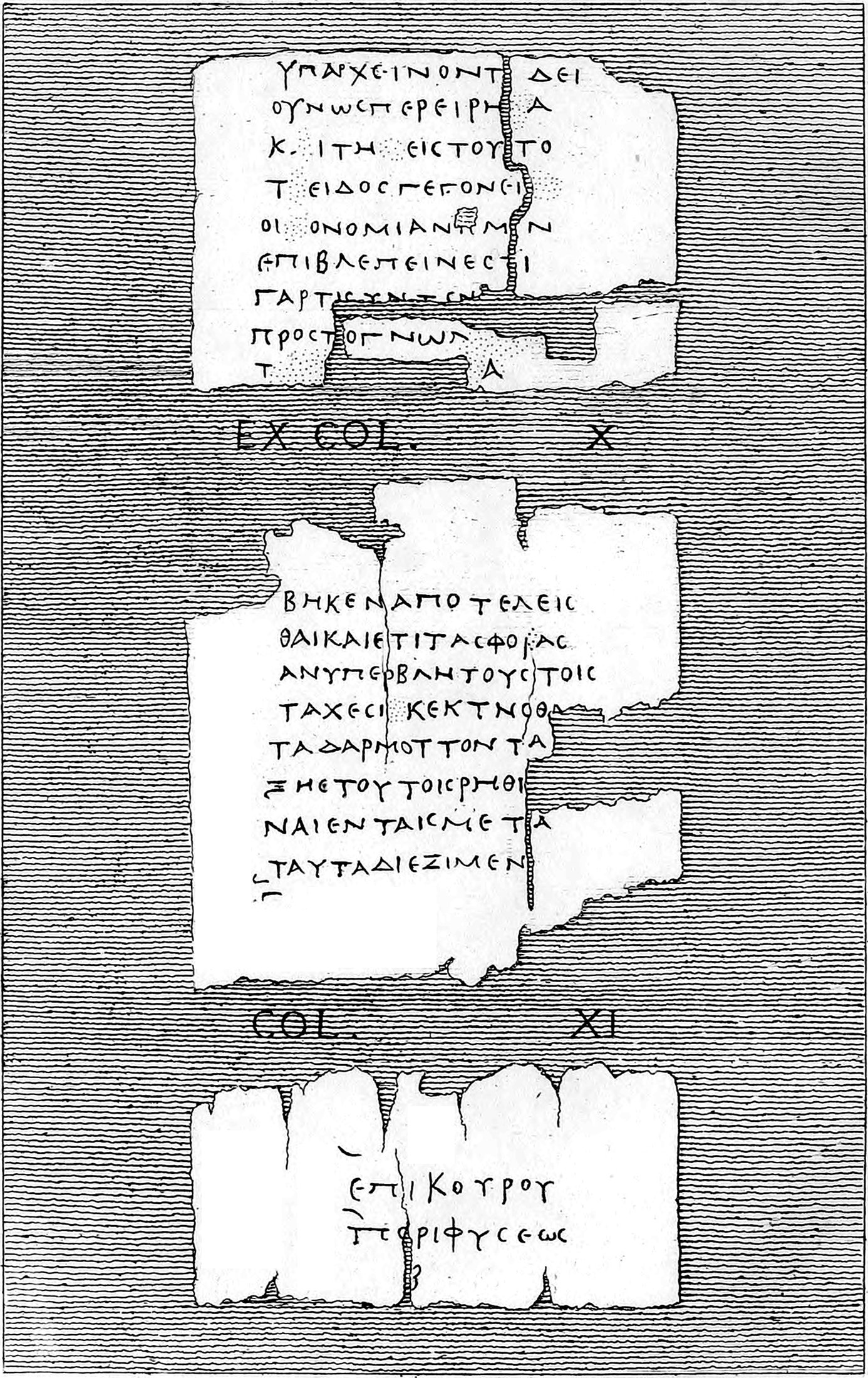

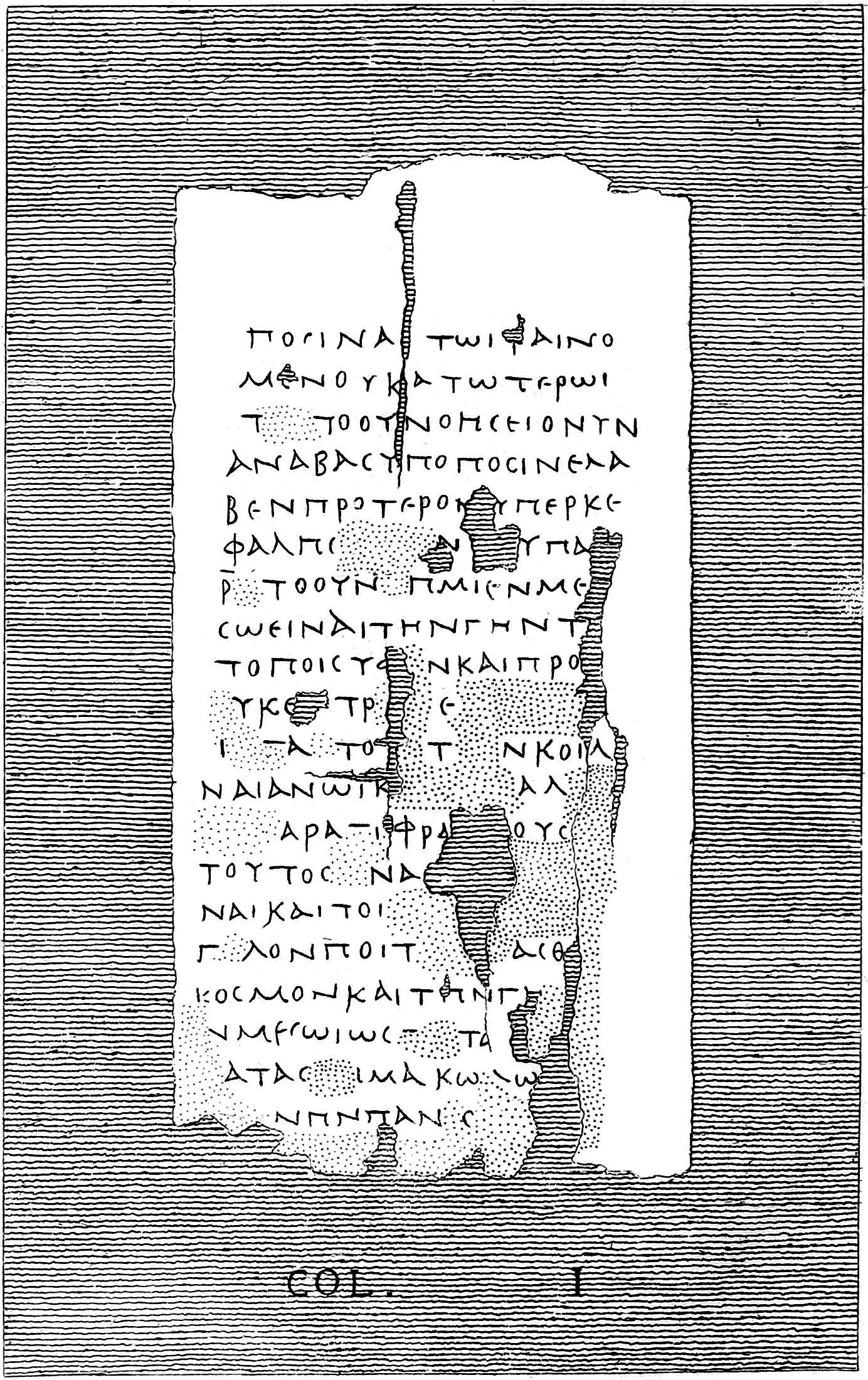

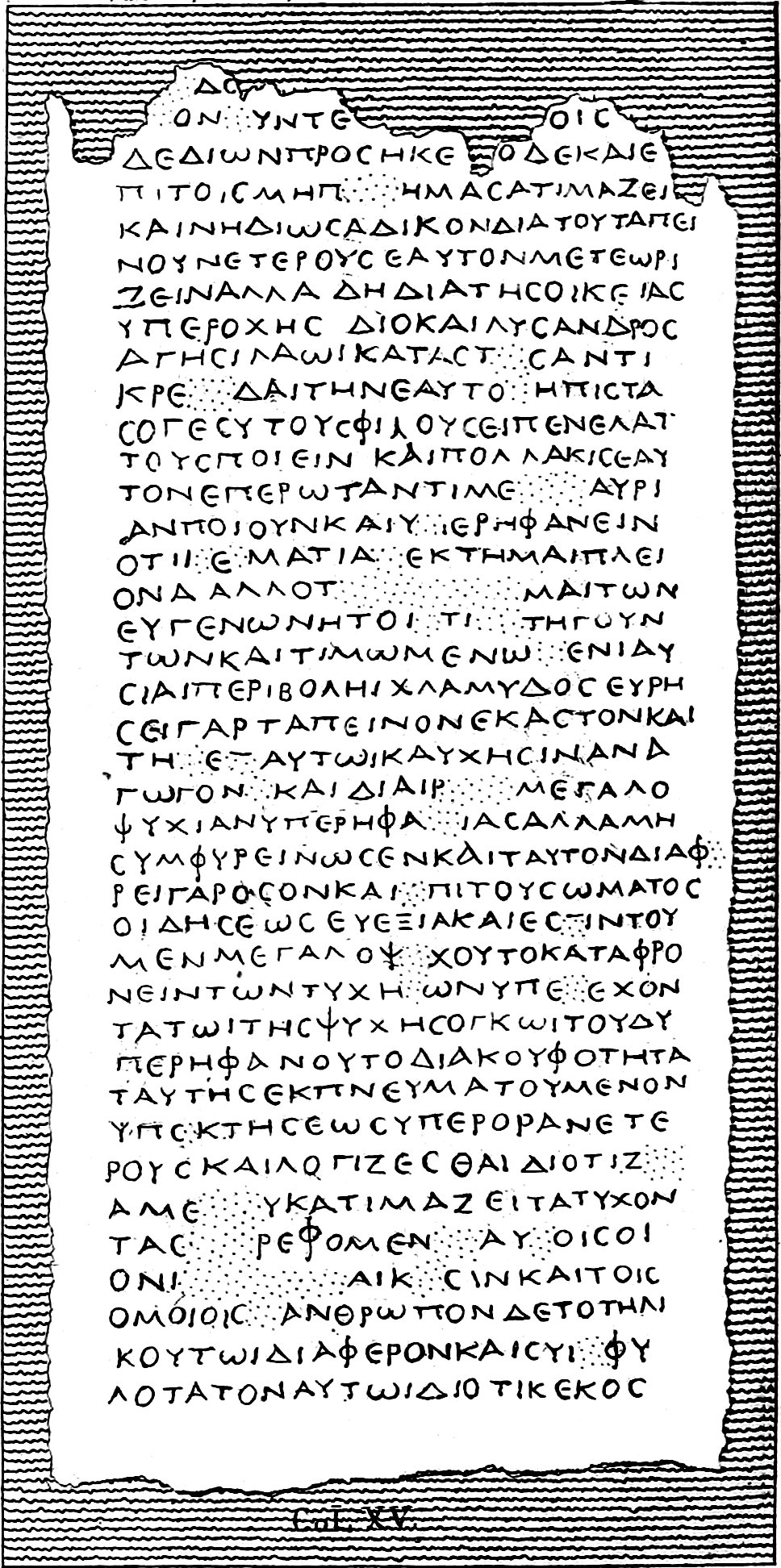

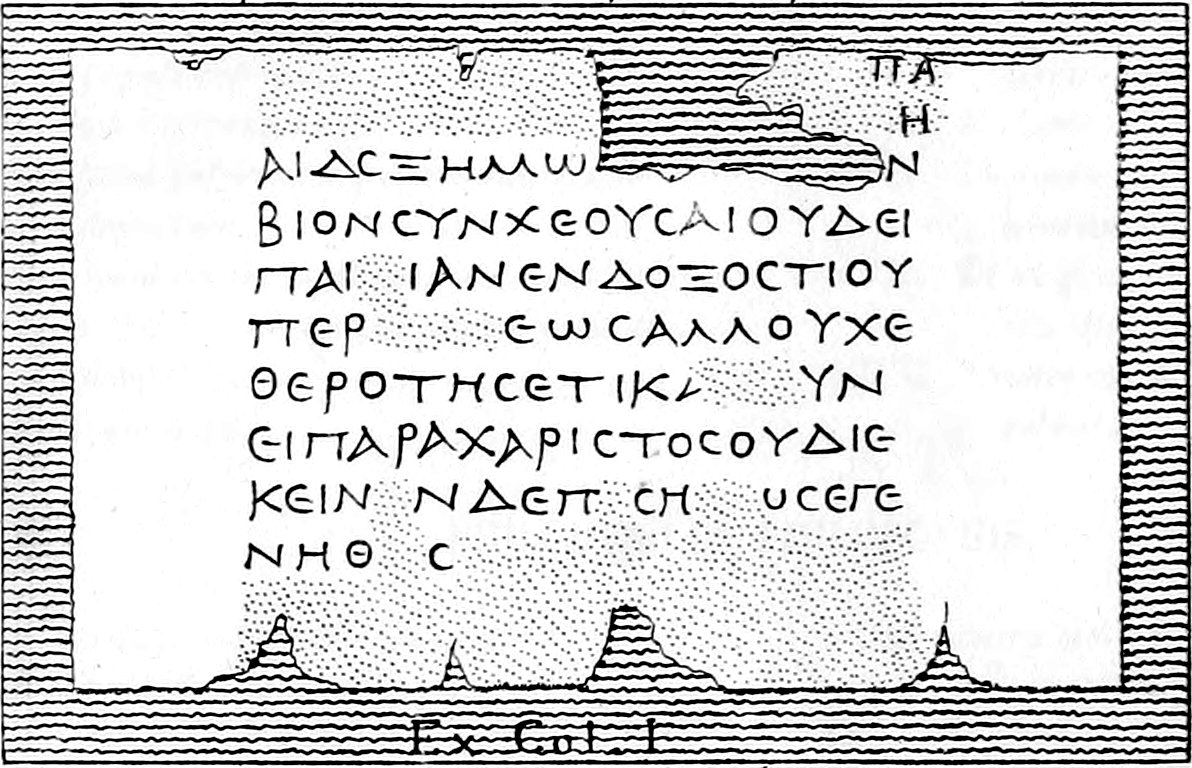

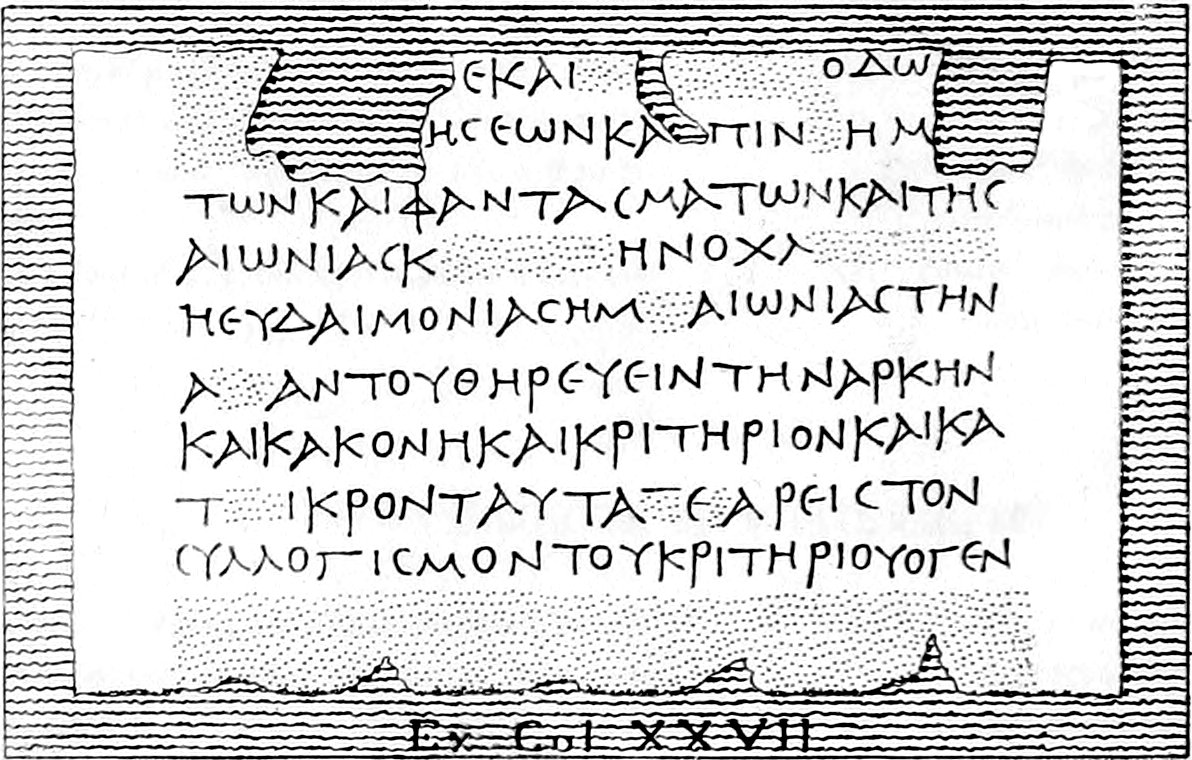

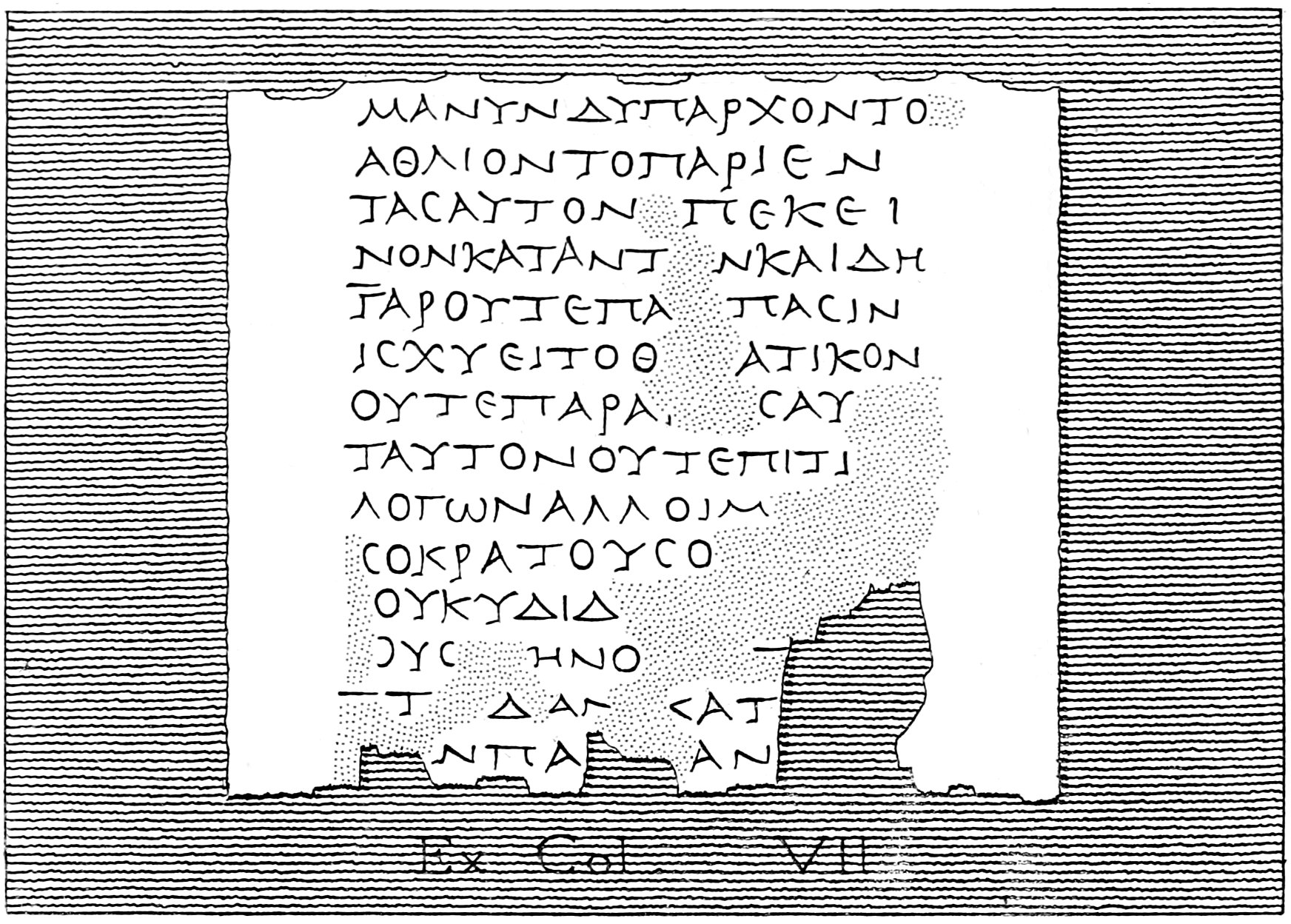

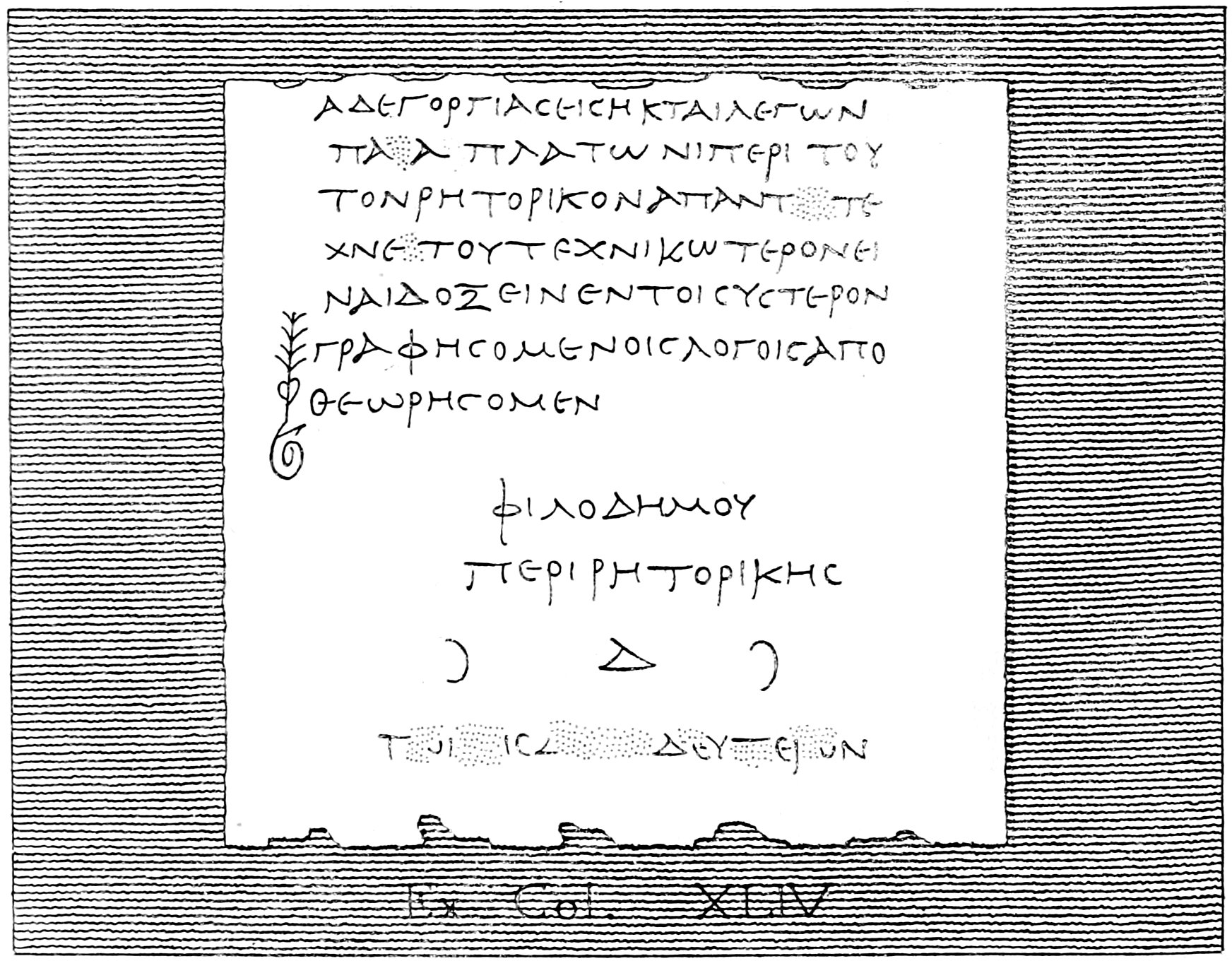

La ciudad de Herculano es una antigua localidad romana ubicada a 9 km al suroeste de la actual ciudad de Nápoles (Italia), a 13 km al sureste del volcán Vesubio y a 14 km al oeste de la ciudad de Pompeya.
Según la mitología, el nombre de Herculano (Herculaneum, en latín) se debe a que su fundador habría sido el personaje mítico Hércules (Heracles, en latín).
Fue sepultada y destruida por un desastre natural ocurrido el 24 de agosto del año 79, en el que sucumbió ante la erupción de piedras y lava del volcán. Cuando finalizó la expulsión, la ciudad quedó cubierta por 30 metros de ceniza volcánica.

## Conservación y descubrimiento
La mítica ciudad de Herculano estuvo abandonada y enterrada muchos años a consecuencia de las grandes y gruesas capas de lodo que la cubría. Fue descubierta por sorpresa el año 1713 por el trabajo de mineros, en donde haciendo un pozo pudieron divisar una cueva, con estatuas y objetos de mármol.
Las primeras grandes excavaciones comenzaron en el año 1738, por mandato del rey Carlos III de España, pero no fue sino hasta 1750-1765 que comenzaron las primeras excavaciones por túneles subterráneos a cargo del ingeniero Karl Jacok Weber, quien logró descubrir una biblioteca con aproximadamente 2000 papiros carbonizados, se cree que pertenecía al suegro de Julio César, Lucio Calpurnio Pisón Cesonino, en el siglo I a. C.

## Papiros herculanos
Los papiros quedaron sepultados por la erupción del volcán Vesubio en el año 79; dejándolos inevitablemente frágiles y dañados. Se lograron encontrar 1785 rollos de papiro carbonizados.
Se cree que una descarga de gas que emanó del volcán a 320 °C carbonizó los papiros, antes de que la ciudad de Herculano quedara sepultada, con lava, ceniza y fango.  Los papiros hoy en día se almacenan principalmente en la Oficina del Papiro en la Biblioteca Nacional de Nápoles
Para intentar leer estos papiros en la actualidad un equipo de investigadores europeos encabezados por Vito Mocella, utilizaron una técnica llamada el sincrotrón europeo o también llamada tomografía de fase de contraste rayos x, que provoca rayos con una intensidad 100 000 veces mayor que la que se utiliza en los centros de salud, lo que permite poder leer los papiros sin tener que separar las hojas y así disminuir la probabilidad de dañarlos. Las conclusiones de este estudio se documentaron en la revista Nature Communication. 
Se pudo descubrir que muchos de estos papiros contenían gran cantidad de plomo y estaban escritos con tinta metálica, por lo que los expertos creen que ya en el siglo I los romanos habrían introducido esta tinta en Herculano y así se logró derribar el mito de que se escribía con carbón. Esta delicada colección de papiros contiene principalmente textos filosóficos epicúreos que hablan acerca de alcanzar una vida plena mediante la búsqueda inteligente de placeres, las amistades y la ausencia de turbación. La mayoría de papiros leídos hasta el momento están escritos en griego.